# João Bigotte Chorão
João Dagoberto Forte Bigotte Chorão (Guarda, São Vicente, 18 de Outubro de 1933 - Lisboa, 23 de Fevereiro de 2019) foi um escritor, crítico literário e ensaísta português.

## Biografia
Licenciado em Direito, pela Faculdade de Direito da Universidade de Coimbra, foi professor do ensino particular, funcionário público e director literário da Editorial Verbo. Foi responsável por várias entradas na Enciclopédia Luso-Brasileira de Cultura, na Enciclopédia da Sociedade e do Estado Polis, e na Enciclopédia Luso-Brasileira de Filosofia Logos.
Destacou-se como estudioso de Camilo Castelo Branco. Publicou vários livros de ensaios e assinou prefácios ou posfácios a obras de Almeida Garrett, Trindade Coelho, João de Araújo Correia, Francisco Costa, Tomás de Figueiredo, Domingos Monteiro ou  A. M. Couto Viana.
Teve uma vasta e dispersa colaboração em jornais e revistas, entre os quais as revistas Tempo Presente, Colóquio/Letras, Távola Redonda e Observador.
Manteve uma produção diarística durante mais de cinquenta anos. Pela sua obra Diário Quase Completo, recebeu o Grande Prémio de Literatura Biográfica, atribuído pela Associação Portuguesa de Escritores.
Foi membro do Instituto Luso-Brasileiro de Filosofia e pertenceu ao Conselho Científico da revista Estudos Italianos em Portugal. O Instituto Romeno de Cultura distinguiu-o com o título de Amicus Romaniae. Presidiu à direcção do Círculo Eça de Queiroz (1997-2003). Era membro efectivo da Academia das Ciências de Lisboa (Classe de Letras).

### Família
Filho de [[José dos Reis Bigotte Chorão (Sabugal, Sabugal, 5 de Março de 1902 - Lisboa, Santa Catarina, 18 de Dezembro de 1975), de ascendência Italiana, Licenciado em Filologia Românica, pela Faculdade de Letras da Universidade de Coimbra, professor do Ensino Secundário e inspetor do Ministério da Educação, e de sua mulher Ema Forte de Carvalho (Sabugal, Sabugal, 22 de Dezembro de 1900 - Lisboa, 14 de Fevereiro de 1964). Era irmão de Nuno de Santa Maria Forte Bigotte Chorão e de Mário Emílio Forte Bigotte Chorão.
Casou na Lousã, Lousã, a 12 de Setembro de 1970 com Maria José Teixeira de Magalhães Mexia (Coimbra, Sé Nova, 6 de Junho de 1940), Licenciada em Filologia Germânica pela Faculdade de Letras da Universidade de Coimbra, dos antigos Senhores do Morgado do Casal dos Rios, na Lousã, filha de Manuel de Magalhães Mexia de Macedo Pimentel de Bulhões, Presidente da Câmara Municipal da Lousã de 1954 a 1966, e de sua mulher Maria Leonor Dias de Medeiros e Albuquerque Teixeira, bisneta do filho bastardo do 1.º Barão das Laranjeiras e meio-irmão do 2.º Barão e 1.º Visconde das Laranjeiras. Do seu casamento é pai dum filho, Pedro de Magalhães Mexia Bigotte Chorão.

## Obras
- O Discípulo Nocturno, ed. autor, 1965
- Aventura Interior, Livraria Almedina, 1969
- Vintila Horia ou um Camponês do Danúbio, Edições do Templo, 1978
- Camilo. A Obra e o Homem, Arcádia, 1979
- O Escritor na Cidade, Editorial Verbo, 1986
- João de Araújo Correia, um Clássico Contemporâneo, ICALP, 1986
- Páginas camilianas e outros temas oitocentistas, Guimarães Editores, 1990
- Carlos Malheiro Dias, na Ficção e na História, ICALP, 1992
- Camilo Camiliano, Rei dos Livros, 1993
- O essencial sobre Camilo, INCM, 1997
- O Reino dividido, Grifo, 1999
- Nossa Lisboa dos Outros, CTT Correios de Portugal, 1999
- O essencial sobre Tomaz de Figueiredo, INCM, 2000
- Galeria de Retratos, Lello Editores, 2000
- Diário quase completo, INCM, 2001 (Grande Prémio da Literatura Biográfica APE)
- O Espírito da Letra, Fundação Lusíada, 2004
- Além da Literatura, Quetzal, 2014
- Diário 2000-2015, INCM, 2018